# Фамилија Ваљехо, Ехидо Сонора 2 Парсела Сијенто Треинта и Сеис (Мексикали)
Фамилија Ваљехо, Ехидо Сонора 2 Парсела Сијенто Треинта и Сеис (шп. Familia Vallejo, Ejido Sonora 2 Parcela Ciento Treinta y Seis) насеље је у Мексику у савезној држави Доња Калифорнија у општини Мексикали. Насеље се налази на надморској висини од 15 м.

## Становништво
Према подацима из 2010. године у насељу су живела 4 становника.

### Хронологија
| Година       | 2000         | 2005 | 2010 |
| ------------ | ------------ | ---- | ---- |
| Становништво | 21 (10 / 11) | 5    | 4    |

### Попис
| # | Индикатор                     | Вредност |
| - | ----------------------------- | -------- |
| 1 | Укупно домаћинстава           | 2        |
| 2 | Укупно насељених домаћинстава | 1        |
| 3 | Величина локације             | 1        |